# Лоуни (округ)
Лоуни (чеськ. Okres Louny) — адміністративно-територіальна одиниця в Устецькому краї Чеської Республіки. Адміністративний центр — місто Лоуни. Площа округу — 1 117,65 кв. км., населення становить 86 416 осіб.
До округу входить 70 муніципалітетів, з котрих 7  — міста.